# Reconstructionnisme polythéiste
 (juin 2009).
Si vous disposez d'ouvrages ou d'articles de référence ou si vous connaissez des sites web de qualité traitant du thème abordé ici, merci de compléter l'article en donnant les références utiles à sa vérifiabilité et en les liant à la section « Notes et références ».

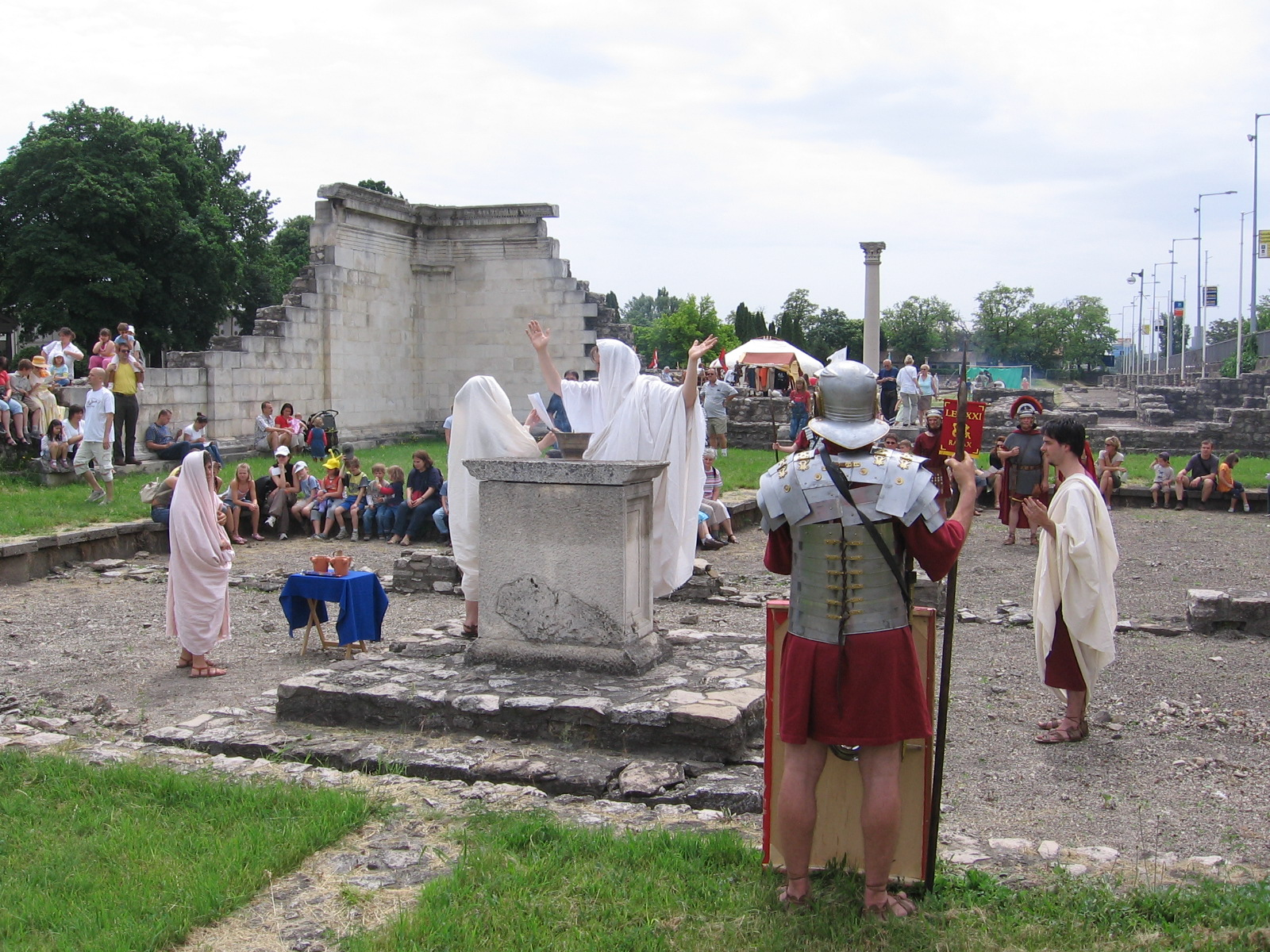
Le groupe Nova Roma sacrifiant à la déesse Concorde à Aquincum (Budapest), aux Jeux floraux de 2008.

Le reconstructionnisme est le fait de rétablir une culture ou même de pratiquer des religions polythéistes et païennes, en s'appuyant sur des bases historiques, dans le monde moderne.
Il existe plusieurs reconstructionnismes polythéistes (ou païens) : le reconstructionnisme celtique (druidisme), un autre scandinave (Ásatrú), un autre letton (Dievturība), un autre égyptien (kémitisme ou netjerisme aux États-Unis et en France), un autre romain (soutenu en particulier par l'organisation Nova Roma), un autre hellénique (YSEE en Grèce, nombreux groupes aux États-Unis mais dispersés), etc.

## Philosophie
En philosophie, le reconstructionnisme herméneutique de Jürgen Habermas (Voir Entre la philosophie et la science : le reconstructionnisme herméneutique de J. Habermas de C. Piche, Édition INIST/CNRS, 1986).
Le reconstructionnisme est aussi relatif au déconstructionnisme de Martin Heidegger ou Jacques Derrida (voir déconstruction).